# Grand Prix na Żużlu 1996
Grand Prix IMŚ na żużlu 1996 to cykl turniejów prowadzony przez Międzynarodową Federację Motocyklową (FIM). Cykl Grand Prix (od 1995) zastąpił jedniodniowe Indywidualne Mistrzostwa Świata. W sezonie 1996 17 żużlowców zmaga się o tytuł Mistrza Świata podczas 6 rund.

## Zasady
Każdy z sześciu turniej składa się z 24 biegów. Zawodnicy startują wedle dwudziestobiegówki. Następnie, na podstawie zdobytych punktów, przydzielani byli do biegów finałowych. Najlepsza czwórka startuje w finale A (bieg 24), miejsca 5-8 w finale B (bieg 23), miejsca 9-12 w finale C (bieg 22), miejsca 13-16 w finale D (bieg 21), natomiast pozostała dwójka nie bierze udziału w biegach finałowych.
Pozycje startowe w finałach B, C i D były przydzielane na podstawie miejsca po 20. biegach. Zawodnicy z miejsc 5, 9 i 13 startuowali z toru A w kasku czerwonym, miejsca 6, 10 i 14 z toru B w kasku niebieskim, miejsca 7, 11 i 15 z toru C w kasku białym, natomiast miejsca 8, 12 i 16 z toru D w kasku żółtym. W finale A zawodnicy sami wybierali tor w kolejności zajętego miejsca po 20. biegach.

## Punktacja
Zmodyfikowano premie punktowe do klasyfikacji generalnej zwiększając premie dla zwycięzcy i zawodników na podium oraz odbierając punkty zawodnikom z miejsc 17-18 - nawet gdyby wystartowali w biegu
(w nawiasie porównanie do sezonu 1995)
| miejsce | 1       | 2       | 3       | 4      | 5       | 6       | 7       | 8       | 9      | 10     | 11     | 12     | 13     | 14     | 15     | 16     | 17     | 18     |
| ------- | ------- | ------- | ------- | ------ | ------- | ------- | ------- | ------- | ------ | ------ | ------ | ------ | ------ | ------ | ------ | ------ | ------ | ------ |
| punkty  | 25 (+5) | 20 (+2) | 18 (+1) | 16 (=) | 14 (-1) | 13 (-1) | 12 (-1) | 11 (-1) | 9 (-2) | 8 (-2) | 7 (-2) | 6 (-2) | 4 (-3) | 3 (-3) | 2 (-2) | 1 (-2) | 0 (-2) | 0 (-1) |

## Zawodnicy
Zawodnicy z numerami 1-15 oraz 17-18 w sezonie 1996 startowali we wszystkich turniejach. Pierwsza ósemka to kolejno najlepsi żużlowcy z Grand Prix '95. Numery 9-14 oraz 17-18 otrzymali zawodnicy, którzy zajmowali miejsca 1-6 oraz 7-8 w GP Challenge '95. Numer 15 otrzymał indywidualny mistrz świata juniorów z 1995. Na każdy turniej z numerem 16 wystartuje inny zawodnik (tzw. dzika karta). Rezerwowymi (zawodnikami oczekującymi) byli zawodnicy z klasyfikacji generalnej GP '95, którzy nie startowali w tegorocznym cyklu.

### Stali uczestnicy
| (1) Hans Nielsen – Mistrz Świata 1995 (2) Tony Rickardsson – Wicemistrz Świata 1995 (3) Sam Ermolenko – II Wicemistrz Świata 1995 (4) Greg Hancock – 4. miejsce w GP 1995 (5) Billy Hamill – 5. miejsce w GP 1995 (6) Mark Loram – 6. miejsce w GP 1995 (7) Chris Louis – 7. miejsce w GP 1995 (8) Henrik Gustafsson – 8. miejsce w GP 1995 (9) Leigh Adams – 1. miejsce w GP Challenge 1995 | (10) Marvyn Cox – 2. miejsce w GP Challenge 1995 (11) Tommy Knudsen – 4. miejsce w GP Challenge 1995 (12) Peter Karlsson – 3. miejsce w GP Challenge 1995 (13) Joe Screen – 5. miejsce w GP Challenge 1995 (14) Gary Havelock – 6. miejsce w GP Challenge 1995 (15) Jason Crump – Mistrz Świata Juniorów 1995 (16) – dzika karta (17) Craig Boyce – 7. miejsce w GP Challenge 1995 (18) Andy Smith – 8. miejsce w GP Challenge 1995 |

### Stali rezerwowi
(19)  Tomasz Gollob – 9. miejsce w GP 1995
(20)  Jan Stæchmann – 15. miejsce w GP 1995
(21)  Mikael Karlsson – 16. miejsce w GP 1995

### Dzikie Karty
| (16) Tomasz Gollob (GP Polski) (16) Stefano Alfonso (GP Włoch) | (16) Gerd Riss (GP Niemiec) (16) Piotr Protasiewicz (GP Danii) |

## Terminarz i wyniki
| Lp. | Data        | Grand Prix        | Stadion              | Miasto    | Zwycięzca     |        |
| --- | ----------- | ----------------- | -------------------- | --------- | ------------- | ------ |
| 1   | 18 maja     | Polski            | Stadion Olimpijski   | Wrocław   | Tommy Knudsen | Wyniki |
| 2   | 1 czerwca   | Włoch             | Stadion Santa Marina | Lonigo    | Hans Nielsen  | Wyniki |
| 3   | 6 lipca     | Niemiec           | Rottalstadion        | Pocking   | Hans Nielsen  | Wyniki |
| 4   | 10 sierpnia | Szwecji           | Motorstadium         | Linköping | Billy Hamill  | Wyniki |
| 5   | 31 sierpnia | Wielkiej Brytanii | Hackney Stadium      | Londyn    | Jason Crump   | Wyniki |
| 6   | 21 września | Danii             | Speedway Center      | Vojens    | Billy Hamill  | Wyniki |

## Klasyfikacja końcowa
| Poz | Zawodnik                | POL | ITA | GER | SWE | GBR | DEN | Punkty |
| --- | ----------------------- | --- | --- | --- | --- | --- | --- | ------ |
| 1   | (5) Billy Hamill        | 16  | 20  | 9   | 25  | 18  | 25  | 113    |
| 2   | (1) Hans Nielsen        | 18  | 25  | 25  | 9   | 20  | 14  | 111    |
| 3   | (4) Greg Hancock        | 12  | 13  | 13  | 16  | 16  | 18  | 88     |
| 4   | (2) Tony Rickardsson    | 20  | 18  | 16  | 14  | 7   | 11  | 86     |
| 5   | (8) Henrik Gustafsson   | 14  | 4   | 18  | 20  | 11  | 13  | 80     |
| 6   | (12) Peter Karlsson     | 7   | 3   | 20  | 7   | 13  | 12  | 62     |
| 7   | (6) Mark Loram          | 6   | 2   | 6   | 12  | 12  | 20  | 58     |
| 8   | (8) Chris Louis         | 8   | 9   | 14  | 8   | 6   | 9   | 54     |
| 9   | (3) Sam Ermolenko       | 9   | 1   | 4   | 13  | 9   | 16  | 52     |
| 10  | (15) Jason Crump        | 1   | ns  | 7   | 6   | 25  | 6   | 45     |
| 11  | (11) Tommy Knudsen      | 25  | 16  | –   | –   | 1   | 2   | 44     |
| 12  | (16, 19) Tomasz Gollob  | 11  | –   | ns  | 18  | 14  | ns  | 43     |
| 13  | (13) Joe Screen         | 3   | 7   | 11  | 2   | 8   | 7   | 38     |
| 14  | (17) Craig Boyce        | ns  | 12  | 2   | 4   | 4   | 8   | 30     |
| 15  | (9) Leigh Adams         | 2   | ns  | 8   | 11  | 3   | 4   | 28     |
| 16  | (14) Gary Havelock      | 13  | 14  | –   | –   | –   | –   | 27     |
| 17  | (18) Andy Smith         | ns  | 11  | 3   | 3   | 2   | ns  | 19     |
| 18  | (10) Marvyn Cox         | 4   | 8   | 1   | 1   | ns  | 1   | 15     |
| 19  | (16) Gerd Riss          | –   | –   | 12  | –   | –   | –   | 12     |
| 20  | (16) Stefano Alfonso    | –   | 6   | –   | –   | –   | –   | 6      |
| 21  | (16) Piotr Protasiewicz | –   | –   | –   | –   | –   | 3   | 3      |
| -   | (20) Jan Stæchmann      | –   | –   | –   | ns  | ns  | –   | ns     |
| -   | (21) Mikael Karlsson    | –   | –   | –   | ns  | –   | –   | ns     |